# Felipe (ur. 1987)
Felipe, właśc. Felipe Trevizan Martins (ur. 15 maja 1987 w Americanie) – brazylijski piłkarz występujący na pozycji obrońcy. Obecnie zawodnik klubu Hannover 96.
Jest wychowankiem Coritiby Kurytyba. Jego pierwszym spotkaniem w Campeonato Brasileiro Série A był mecz przeciwko São Paulo FC (1:1), który został rozegrany 25 maja 2008 roku. W sierpniu 2009 roku przeszedł za 1,2 miliona euro do Standardu Liège. W rozgrywkach Eerste klasse zadebiutował 19 września 2009 roku w meczu z KSC Lokeren (3:1), w którym zdobył swoją pierwszą bramkę w lidze.